# Heinrich Weckler
Heinrich Weckler (zur Unterscheidung von Namensgleichen auch „Heinrich Weckler III“) (* 1. Oktober 1894 in Rockenberg; † 28. Juli 1958 ebenda) war ein hessischer Landwirt, Agrarfunktionär und Politiker (Zentrum, CDU) sowie Abgeordneter des Landtags des Volksstaates Hessen in der Weimarer Republik.
Heinrich Weckler III war der Sohn des Landwirts Heinrich Weckler I und dessen Ehefrau Katharina, geborene Groß.
Heinrich Weckler III war mit Elisabeth, geborene Krämer verheiratet. Beide waren römisch-katholischen Glaubens und hatten vier Kinder. Die Tochter Emma Melani (1926–2007) war Leiterin der Spar- und Darlehenskasse (später Volksbank) und Kommunalpolitikerin (CDU).
Heinrich Weckler war Landwirt, Untererheber und Rechner der Spar- und Darlehenskasse in Rockenberg. Er war Mitglied der hessischen Landwirtschaftskammer. Als Mitglied des Zentrums war Weckler drei Wahlperioden lang von 1924 bis 1933 Mitglied des Landtags, zeitweise wirkte er als Vizepräsident des Parlaments. Nach der Machtergreifung der Nationalsozialisten konnte er seine politische Arbeit nicht mehr fortsetzen. Nach dem Zweiten Weltkrieg wurde er, nun als CDU-Politiker, Bürgermeister seiner Heimatgemeinde Rockenberg. Das Amt bekleidete er bis zu seinem Tod. Er war kommissarischer Landrat und (nicht gewählter) Bundestagskandidat der CDU.